# Élections sénatoriales de 2017 en Guadeloupe
Les élections sénatoriales en Guadeloupe ont lieu le dimanche 24 septembre 2017. Elles ont pour but d'élire les sénateurs représentant le département au Sénat pour un mandat de six années.
Les élections sénatoriales en Guadeloupe ont lieu le dimanche 24 septembre 2017. Elles ont pour but d'élire les sénateurs représentant le département au Sénat pour un mandat de six années.

## Contexte départemental
Lors des élections sénatoriales de 2011 en Guadeloupe, trois sénateurs ont été élus : Jacques Cornano (DVG), Félix Desplan (FGPS) et Jacques Gillot (GUSR).
Depuis, tous les effectifs du collège électoral des grands électeurs ont été renouvelés, avec les élections législatives de 2017, les élections régionales de 2015, les élections départementales de 2015 et les élections municipales de 2014.

## Sénateurs sortants
| Sénateur | Sénateur        | Parti | Fonctions lors de l'élection en 2011           |
| -------- | --------------- | ----- | ---------------------------------------------- |
|          | Félix Desplan   | FGPS  | Conseiller général, maire de Pointe-Noire      |
|          | Jacques Cornano | DVG   | Conseiller général, maire de Saint-Louis       |
|          | Jacques Gillot  | GUSR  | Sénateur sortant, président du conseil général |

## Présentation des listes et des candidats
Les nouveaux représentants sont élus pour une législature de 6 ans au suffrage universel indirect par les 824 grands électeurs du département. En Guadeloupe, les sénateurs sont élus au scrutin proportionnel plurinominal. Leur nombre reste inchangé, trois sénateurs sont à élire et cinq candidats doivent être présentés sur la liste pour qu'elle soit validée. Chaque liste de candidats est obligatoirement paritaire et alterne entre les hommes et les femmes. Plusieurs listes seront déposées dans le département. Elles sont présentées ici dans l'ordre de leur dépôt à la préfecture et comportent l'intitulé figurant aux dossiers de candidature.

### La Guadeloupe responsable et solidaire (Majorité présidentielle)
| N° | Candidats | Candidats           | Parti | Principale fonction                                                       |
| -- | --------- | ------------------- | ----- | ------------------------------------------------------------------------- |
| 01 |           | Dominique Théophile | GUSR  | Conseiller régional                                                       |
| 02 |           | Patricia Baillet    | GUSR  | Conseillère régionale, première adjointe au maire de Bouillante           |
| 03 |           | Jean-Claude Pioche  | GUSR  | Maire de la Désirade, président de l'Association des maires de Guadeloupe |
| 04 |           | Marelyne Varo       | GUSR  | Adjointe au maire de Goyave                                               |
| 05 |           | Jacky Gibrien       | GUSR  | Ancien champion cycliste de la Guadeloupe                                 |

### Créons l'avenir (Divers gauche)
| N° | Candidats | Candidats       | Parti | Principale fonction |
| -- | --------- | --------------- | ----- | ------------------- |
| 01 |           | Medhi Keita     | DVG   |                     |
| 02 |           | Caroll Laug     | DVG   |                     |
| 03 |           | Serge Sacilé    | DVG   |                     |
| 04 |           | Christiane Gane | DVG   |                     |
| 05 |           | Michael Francis | DVG   |                     |

### Guadeloupe République (Divers gauche)
| N° | Candidats | Candidats        | Parti | Principale fonction                                       |
| -- | --------- | ---------------- | ----- | --------------------------------------------------------- |
| 01 |           | Fabert Michely   | FGPS  | Conseiller départemental, conseiller municipal des Abymes |
| 02 |           | Liliane Montout  | LR    |                                                           |
| 03 |           | Patrick Cornelie | DVG   |                                                           |
| 04 |           | Annette Barbot   | DVG   |                                                           |
| 05 |           | Félix Desplan    | FGPS  | Sénateur sortant                                          |

### La Guadeloupe au cœur de notre action (FGPS-PPDG)
| N° | Candidats | Candidats               | Parti | Principale fonction                 |
| -- | --------- | ----------------------- | ----- | ----------------------------------- |
| 01 |           | Victorin Lurel          | FGPS  | Conseiller régional                 |
| 02 |           | Victoire Jasmin         | FGPS  | Adjointe au maire de Morne-à-l'Eau  |
| 03 |           | Christian Baptiste      | PPDG  | Maire de Sainte-Anne                |
| 04 |           | Josette Borel-Lincertin | FGPS  | Présidente du conseil départemental |
| 05 |           | Marcel Sigiscar         | PPDG  | Adjoint au maire de Pointe-à-Pitre  |

### Guadeloupe excellence (Divers gauche)
| N° | Candidats | Candidats         | Parti | Principale fonction |
| -- | --------- | ----------------- | ----- | ------------------- |
| 01 |           | Alix Nabajoth     | DVG   |                     |
| 02 |           | Murielle Jabes    | DVG   |                     |
| 03 |           | Didier Destouches | DVG   |                     |
| 04 |           | Marianne Ceva     | DVG   |                     |
| 05 |           | Justin Noel       | DVG   |                     |

### Pour une Guadeloupe plus forte dans sa dimension nationale et caribéenne (Divers droite)
| N° | Candidats | Candidats        | Parti | Principale fonction                                 |
| -- | --------- | ---------------- | ----- | --------------------------------------------------- |
| 01 |           | Blaise Aldo      | DVD   | Ancien député européen, ancien maire de Sainte-Anne |
| 02 |           | Christiane Clara | DVD   |                                                     |
| 03 |           | Alex Anzala      | DVD   |                                                     |
| 04 |           | Marguerite Paul  | DVD   |                                                     |
| 05 |           | Bernard Leclaire | DVD   |                                                     |

### Territoires solidaires et ruralité (Écologistes)
| N° | Candidats | Candidats          | Parti | Principale fonction |
| -- | --------- | ------------------ | ----- | ------------------- |
| 01 |           | Patricia Pompilius | ECO   |                     |
| 02 |           | Bernard Silfille   | ECO   |                     |
| 03 |           | Antoinette Legros  | ECO   |                     |
| 04 |           | Steeve Rouyar      | ECO   |                     |
| 05 |           | Patricia Lavidange | ECO   |                     |

### L'engagement au service de tous (Divers gauche)
| N° | Candidats | Candidats                 | Parti | Principale fonction                    |
| -- | --------- | ------------------------- | ----- | -------------------------------------- |
| 01 |           | José Toribio              | PSG   | Conseiller municipal de Lamentin       |
| 02 |           | Marie-Hélène Jacoby-Koaly | PSG   | Anthropologue                          |
| 03 |           | Claude Poirier            | PSG   | Ancien conseiller municipal des Abymes |
| 04 |           | Élodie Bordin             | PSG   | Coach professionnel au Gosier          |
| 05 |           | Louis-Daniel Justine      | PSG   | Conseiller municipal de Sainte-Rose    |

### Réussir ensemble la Guadeloupe (Divers gauche)
| N° | Candidats | Candidats        | Principale fonction                    |
| -- | --------- | ---------------- | -------------------------------------- |
| 01 |           | Maguy Céligny    | Conseillère régionale                  |
| 02 |           | Michel Tola      | Adjoint au maire Port-Louis            |
| 03 |           | Mylène Robert    | Médiateur dans la CA Grand Sud Caraïbe |
| 04 |           | Clément Polycart | Chef d'entreprise                      |
| 05 |           | Nadège Théophile | Conseillère municipale des Abymes      |

### Pragmatisme et engagement (Divers droite)
| N° | Candidats | Candidats                    | Principale fonction                              |
| -- | --------- | ---------------------------- | ------------------------------------------------ |
| 01 |           | Luc Ademar                   | Maire de Gourbeyre                               |
| 02 |           | Michelle Makaia-Zénon        | Adjointe au maire de Morne-à-l'Eau               |
| 03 |           | Joël Raboteur                | Enseignant-chercheur à l'université des Antilles |
| 04 |           | Marie-Eugène Trobo-Thomaseau | Conseillère municipale à Pointe-à-Pitre          |
| 05 |           | Gérard Pierre Uneau          | Chef adjoint au centre de secours de Sainte-Rose |

## Résultats
| Tête de liste                                                            | Tête de liste            | Liste                          | Voix | %     | Élus |
| ------------------------------------------------------------------------ | ------------------------ | ------------------------------ | ---- | ----- | ---- |
|                                                                          | Victorin Lurel           | Parti socialiste (PPDG)        | 301  | 38,79 | 2    |
| La Guadeloupe au cœur de notre action                                    |                          |                                | 301  | 38,79 | 2    |
|                                                                          | Dominique Théophile      | Majorité présidentielle (GUSR) | 223  | 28,74 | 1    |
| La Guadeloupe responsable et solidaire                                   |                          |                                | 223  | 28,74 | 1    |
|                                                                          | Luc Ademar               | Divers droite                  | 93   | 11,98 | 0    |
| Pragmatisme et engagement                                                |                          |                                | 93   | 11,98 | 0    |
|                                                                          | Fabert Michely           | Divers gauche (FGPS - LR)      | 42   | 5,41  | 0    |
| Guadeloupe République                                                    |                          |                                | 42   | 5,41  | 0    |
| José Toribio                                                             | Divers gauche (PSG)      | 42                             | 5,41 | 0     |      |
| L'engagement au service de tous                                          |                          | 42                             | 5,41 | 0     |      |
| Maguy Céligny                                                            | Divers gauche            | 25                             | 3,22 | 0     |      |
| Réussir ensemble la Guadeloupe                                           |                          | 25                             | 3,22 | 0     |      |
| Alix Nabajoth                                                            | Divers gauche            | 23                             | 2,96 | 0     |      |
| Guadeloupe excellence                                                    |                          | 23                             | 2,96 | 0     |      |
|                                                                          | Blaise Aldo              | Divers droite                  | 15   | 1,93  | 0    |
| Pour une Guadeloupe plus forte dans sa dimension nationale et caribéenne |                          |                                | 15   | 1,93  | 0    |
|                                                                          | Medhi Keita              | Divers gauche                  | 6    | 0,77  | 0    |
| Créons l'avenir                                                          |                          |                                | 6    | 0,77  | 0    |
|                                                                          | Patricia Pompilius       | Écologiste                     | 6    | 0,77  | 0    |
| Territoires solidaires et ruralité                                       |                          |                                | 6    | 0,77  | 0    |
|                                                                          |                          |                                |      |       |      |
| Suffrages exprimés                                                       | Suffrages exprimés       | Suffrages exprimés             | 776  | 97,37 |      |
| Votes blancs                                                             | Votes blancs             | Votes blancs                   | 6    | 0,75  |      |
| Votes nuls                                                               | Votes nuls               | Votes nuls                     | 15   | 1,88  |      |
| Total                                                                    | Total                    | Total                          | 797  | 100   | 3    |
| Abstention                                                               | Abstention               | Abstention                     | 23   | 2,80  |      |
| Inscrits / participation                                                 | Inscrits / participation | Inscrits / participation       | 820  | 97,20 |      |

### Sénateurs élus
| Sénateur | Sénateur            | Parti |
| -------- | ------------------- | ----- |
|          | Victorin Lurel      | PS    |
|          | Victoire Jasmin     | PS    |
|          | Dominique Théophile | GUSR  |